# Lijst van Deense gemeenten (na 2007)
Op 1 januari 2007 is in Denemarken een grootschalige bestuurlijke herindeling van kracht geworden. Bij die operatie zijn gemeenten veelal samengevoegd, waarbij de nieuwe gemeente meestal de naam draagt van de grootste plaats. Onderstaande lijst geeft alle 98 gemeenten per 1 januari 2007. Voor de indeling tot 2007, zie lijst van  Deense gemeenten per provincie (tot 2007).
De Ertholmene, gelegen op 18 kilometer ten noordoosten van Bornholm worden bestuurd door het Deense Ministerie van Defensie.

## Alfabetisch
|  |  | - Aabenraa - Aalborg - Ærø - Albertslund - Allerød - Aarhus - Assens - Ballerup - Billund - Bornholm - Brøndby - Brønderslev - Dragør - Egedal - Esbjerg - Faaborg-Midtfyn - Fanø - Favrskov - Faxe - Fredensborg - Fredericia - Frederiksberg - Frederikshavn - Frederikssund - Furesø - Gentofte - Gladsaxe - Glostrup - Greve - Gribskov - Guldborgsund - Haderslev - Halsnæs - Hedensted - Helsingør - Herlev - Herning - Hillerød - Hjørring - Høje-Taastrup - Holbæk - Holstebro - Horsens - Hørsholm - Hvidovre - Ikast-Brande - Ishøj - Jammerbugt - Kalundborg | - Kerteminde - Køge - Kolding - Kopenhagen - Læsø - Langeland - Lejre - Lemvig - Lolland - Lyngby-Taarbæk - Mariagerfjord - Middelfart - Morsø - Næstved - Norddjurs - Nordfyn - Nyborg - Odder - Odense - Odsherred - Randers - Rebild - Rødovre - Ringkøbing-Skjern - Ringsted - Roskilde - Rudersdal - Samsø - Silkeborg - Skanderborg - Skive - Slagelse - Solrød - Sønderborg - Sorø - Stevns - Struer - Svendborg - Syddjurs - Tårnby - Thisted - Tønder - Vallensbæk - Varde - Vejen - Vejle - Viborg - Vesthimmerland - Vordingborg |